# Rydzewo (województwo zachodniopomorskie)
Rydzewo (niem. Rützow) – wieś sołecka w Polsce położona w województwie zachodniopomorskim, w powiecie drawskim, w gminie Drawsko Pomorskie. W latach 1975–1998 miejscowość administracyjnie należała do województwa koszalińskiego. W roku 2007 wieś liczyła 344 mieszkańców.

## Geografia
Wieś leży ok. 9,5 km na północ wschód od Drawska Pomorskiego, przy drodze wojewódzkiej nr 162, nad dwoma jeziorami: Będargowo oraz Rydzewo. 

## Historia
W latach 1946–1954 wieś była siedzibą gminy Rydzewo. 

## Zabytki

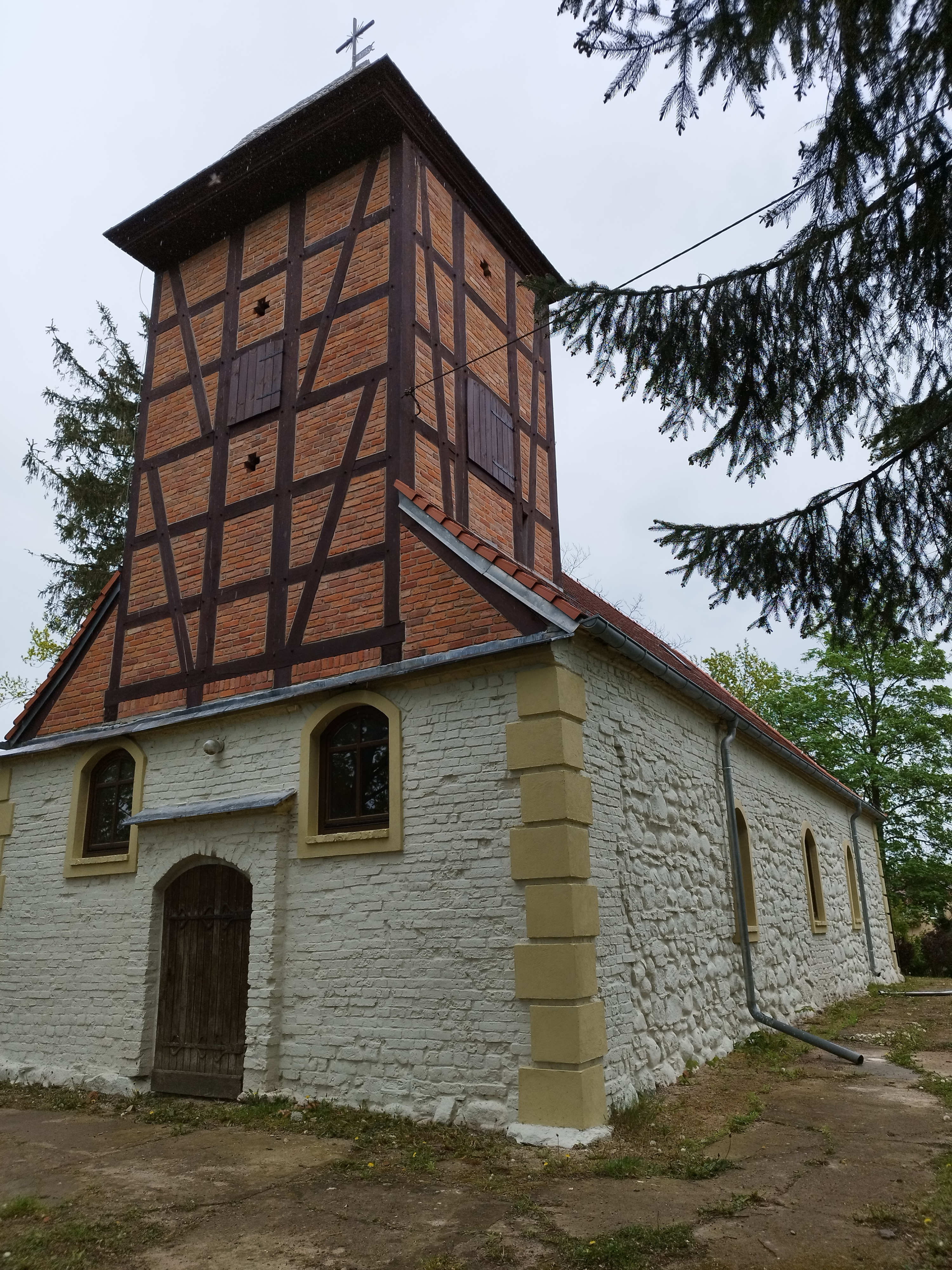
Zabytkowy kościół św. Trójcy w Rydzewie

Do wojewódzkiego rejestru zabytków wpisany jest kościół pw. Świętej Trójcy drewniany z XVIII wieku, filialny, rzymskokatolicki należący do parafii pw. św. Stanisława w Zarańsku, dekanatu Drawsko Pomorskie, diecezji koszalińsko-kołobrzeskiej, metropolii szczecińsko-kamieńskiej. Świątynia jest murowana, jednonawowa wzniesiona z kamienia. Nad nawą wznosi się czworoboczna wieża szachulcowa z 1785 r. z zegarem i hełmem dzwonowym.